# آيت اشعيب كوفي (آيت ايمور)
آيت اشعيب كوفي هو دُوَّار يقع بجماعة السويهلة، عمالة مراكش، جهة مراكش آسفي في المملكة المغربية. ينتمي الدوّار لمشيخة آيت ايمور التي تضم 31 دوار. يقدر عدد سكانه بـ 462 نسمة حسب الإحصاء الرسمي للسكان والسكنى لسنة 2004.

## وصلات خارجية
- البوابة الوطنية للجماعات الترابية
- المندوبية السامية للتخطيط